# Emil Ammentorp
Christian Emil Anker Ammentorp (8. oktober 1862 på Hvedholm pr. Faaborg – 23. september 1947 i København) var en dansk amtmand, kammerherre og kirkeminister.
Ammentorp var søn af forpagter Christian Ammentorp (død 1896) og Hustru Johanne f. Krøyer (død 1894).
Han blev student (privat dimittend) 1881, cand.jur. 1887, var sagførerfuldmægtig 1887-92, assistent i Indenrigsministeriet 1890, fuldmægtig 1898 og kontorchef 1905. Han blev udpeget til amtmand over Holbæk Amt 1906. 1915 blev han amtmand i Københavns Amt, hvilket han var indtil 1932, samt stiftamtmand over Sjællands Stift. April 1920 var han kortvarigt kirkeminister i Ministeriet M.P. Friis. 1922 blev han stiftamtmand i de nyroprettede Roskilde Stift og Københavns Stift.
Han var Storkors af Dannebrogordenen, Dannebrogsmand og modtog Fortjenstmedaljen i guld.
Han blev gift 3. december 1890 med Mathilde Charlotte Almira f. Hedemann, f. 6. maj 1867 i København, datter af kammerherre Christian Hedemann og Mathilde f. Kjellerup.
Ammentorpsvej i Hellerup blev allerede i 1936 opkaldt efter ham.